# Antonio Castro Cordobez
Antonio Ángel Castro Cordobez és un polític canari pertanyent a Coalició Canària. Va néixer a Los Llanos de Aridane (La Palma) el 6 d'octubre de 1946. Va estudiar Enginyeria tècnica agrícola a la Universitat de La Laguna, obtenint més tard el títol habilitant d'administrador de finques. Abans de dedicar-se a la política es dedicava a la docència en la universitat lagunera. En 1979 va accedir a la conselleria d'agricultura de la Junta de Canàries. A les 1982 va ser escollit senador per La Palma. Després d'abandonar el senat, va passar a ser diputat del Parlament de Canàries així com conseller en diversos governs autonòmics. En l'actualitat (VII legislatura), ocupa el càrrec de president del Parlament de Canàries.